# 히로덴하쓰카이치역
히로덴하쓰카이치역(일본어: 広電廿日市駅)은 일본 히로시마현 하쓰카이치시에 위치한 히로시마 전철 미야지마 선의 철도역이다. 역 번호는 M 32이며, 상대식 승강장 2면 2선의 구조를 갖춘 지상역이다.

## 이용 현황
| 연도 | 1일 평균 승하차 인원 |
| ---- | -------------------- |
| 1994 | 2,805                |
| 1995 | 2,717                |
| 1996 | 3,065                |
| 1997 | 2,802                |
| 1998 | 2,701                |
| 1999 | 2,714                |
| 2000 | 2,465                |
| 2001 | 2,603                |
| 2002 | 2,649                |
| 2003 | 2,710                |
| 2004 | 2,511                |
| 2005 | 2,529                |
| 2006 | 2,548                |
| 2007 | 2,619                |
| 2008 | 2,651                |
| 2009 | 2,638                |
| 2010 | 2,777                |
| 2011 | 2,943                |
| 2012 | 3,002                |
| 2013 | 2,952                |
| 2014 | 3,105                |
| 2015 | 3,148                |
| 2016 | 3,244                |

## 역 주변
- 국도 제2호선
- JR 서일본 산요 본선 하쓰카이치역
- 하쓰카이치 항
- 주오 공민관

## 역사
- 1924년 4월 6일 : 미야지마 선의 구사쓰마치 - 하쓰카이치마치 간이 개통해, 하쓰카이치마치역으로서 개업. 역사 설치됨.
- 1925년 7월 15일 : 미야지마 선의 하쓰카이치마치 - 지고젠 종점 간이 개통.
- 1931년 2월 1일 : 덴샤하쓰카이치역으로 개칭.
- 1944년 7월 21일 : 미나미 선 부설에 의해, 덴샤하쓰카이치 - 덴샤미야지마 간 하행선을 철거해, 당 역 서쪽이 단선으로 전환.
- 1950년 7월 24일 : 미야지마 선 전 노선이 복선으로 재전환.
- 1961년 6월 1일 : 히로덴하쓰카이치역으로 개칭.
- 1981년 1월 31일 : 승강장 개량.
- 1988년 5월 15일 : 아침 출근 시간대를 제외한, 무인역이 됨.
- 1999년 8월 17일 : 아침 출근 시간대의 당 역 환승 열차의 설정이 폐지됨.
- 2004년 4월 : 정기권 창구에서의 상비권 취급 종료.
- 2005년 12월 1일 : 정기권 창구 폐쇄.
- 2009년 10월 26일 : 다이어 개정에 의해, 평일 다이어를 중심으로 토 · 휴일 다이어에도 아침 출근 시간대의 환승 열차를 다시 설정.
- 2012년
  - 9월 8일 : 구 역사의 안녕 이벤트가 개최됨.
  - 10월 15일 : 구 역사의 해체 및 신 역사 공사 작업 개시.
- 2013년
  - 8월 : 역 남쪽에 로터리가 신설됨.
  - 12월 2일 : 하쓰카이치 사쿠라 버스 동쪽 순환 좌측 방면 경로가 환승 개시. 동시에 맞이방도 이용 개시.

## 인접 역
| 히로시마 전철 미야지마 선                     | 히로시마 전철 미야지마 선 | 히로시마 전철 미야지마 선                                  |
| --------------------------------------------- | ------------------------- | ---------------------------------------------------------- |
| M 31 산요조시다이마에 히로덴니시히로시마 방면 | ■ 미야지마 선             | 하쓰카이치시야쿠쇼마에 (헤라) M 33 히로덴미야지마구치 방면 |